# Джунглевая курица
Джунглевая курица (лат. Megapodius freycinet) — вид птиц из семейства большеногов (Megapodiidae), выделяют пять подвидов. Видовое название дано в честь французского путешественника Луи де Фрейсине (1779—1841).

## Описание
Эндемик Индонезии. Распространён на Молуккских островах и островах Раджа-Ампат на востоке страны. Живёт в тропических и субтропических низменных дождевых лесах, включая мангровые леса.
Птица длиной 34—41 см. Имеет тёмно-коричневое оперение, только голова и брюхо окрашены в серый цвет. Кожа вокруг глаз и ушей не покрыта оперением. На голове есть небольшой хохол. Клюв оранжевый, а ноги красного цвета.
Откладывает свои яйца в курган, изготовленный из земли, смешанной с листьями, песком, гравием и ветвями, диаметром 2—5 м и высотой 1,5—2,0 м. В кладке до 10 яиц. Инкубация продолжается 60—80 дней. Птенцы вылупляются полностью развитыми, и почти сразу становятся самостоятельными, хотя родители ещё некоторое время охраняют выводок.